# Grizzly Peak (Antarktika)
Der Grizzly Peak ist ein 2200 m hoher Berg im westantarktischen Marie-Byrd-Land. In den Gothic Mountains des Königin-Maud-Gebirge ragt er an der südwestlichen Flanke des Mount Zanuck auf.
Entdeckt wurde er durch den US-amerikanischen Polarforscher Richard Evelyn Byrd beim Südpolflug im November 1929 im Rahmen dessen erster Antarktisexpedition (1928–1930). Bei der zweiten Antarktisexpedition (1933–1935) des US-amerikanischen Polarforschers Richard Evelyn Byrd besuchte ihn die geologische Mannschaft um Quin Blackburn (1900–1981) im Dezember 1934. Das Granitgestein des Bergs ist zerklüftet und durch zahlreiche Felsnadeln gekennzeichnet, was an den Pels eines Grizzlybären erinnert und zu seiner Benennung führte.